# Adolphe Lamot
Adolphe Lamot (ur. 18 listopada 1911 w Brukseli) – belgijski zapaśnik walczący w obu stylach. Olimpijczyk z Londynu 1948. Zajął trzynaste miejsce w stylu klasycznym i dziewiąte w stylu wolnym. Walczył w kategorii do 52 kg.

## Letnie Igrzyska Olimpijskie 1948
| Konkurencja          | Rundy eliminacyjne   | Klas. końcowa |
| Konkurencja          | Przeciwnik I         | Miejsce       |
| -------------------- | -------------------- | ------------- |
| 52 kg styl klasyczny | Malte Möller (SWE) P | 13.           |

| Konkurencja      | Rundy eliminacyjne     | Rundy eliminacyjne    | Klas. końcowa |
| Konkurencja      | Przeciwnik I           | Przeciwnik II         | Miejsce       |
| ---------------- | ---------------------- | --------------------- | ------------- |
| 52 kg styl wolny | Roland Baudric (FRA) P | Lenni Viitala (FIN) P | 9.            |